# WEC 42
WEC 42: Torres vs. Bowles（ダブリューイーシー・フォーティツー：トーレス・ヴァーサス・ボウルズ）は、アメリカ合衆国の総合格闘技団体「WEC」の大会の一つ。2009年8月9日、ネバダ州ラスベガスのザ・ジョイントで開催された。

## 大会概要
メインイベントのWEC世界バンタム級タイトルマッチは挑戦者ブライアン・ボウルズが、王者ミゲール・トーレスをKOで降し、デビューから8戦全勝で王座獲得に成功した。
プロデビュー以来10連勝中であったジョセフ・ベナビデスは、ドミニク・クルーズに0-3の判定負けでキャリア初黒星を喫した。
WECでの2戦目となった水垣偉弥はジェフ・カランと対戦し、2-1の判定勝ちで初勝利を挙げた。
大沢ケンジはハニ・ヤヒーラと対戦予定であったが、左足骨折のため欠場となり、ジョン・ホスマンがヤヒーラと対戦した
第5試合はマーカス・ヒックスの体重超過によりライト級からキャッチウェイトバウトに変更された。
元KOTC世界ライト級王者ハビエル・バスケスがWECデビュー。

## 試合結果

### プレリミナリィカード
第1試合 フェザー級 5分3R
○  L.C.デイビス vs.  ハビエル・バスケス ×
3R終了 判定2-1（30-27、28-29、29-28）
第2試合 フェザー級 5分3R
○  ディエゴ・ヌネス vs.  ハファエル・ディアス ×
3R終了 判定3-0（30-27、30-27、30-27）
第3試合 バンタム級 5分3R
○  ハニ・ヤヒーラ vs.  ジョン・ホスマン ×
1R 2:08 ノースサウスチョーク
第4試合 ライト級 5分3R
○  エド・ラトクリフ vs.  フィル・カルデラ ×
3R終了 判定3-0（30-27、30-27、29-28）
第5試合 キャッチウェイトバウト（159ポンド） 5分3R
○  シェーン・ローラー vs.  マーカス・ヒックス ×
3R終了 判定3-0（30-27、30-27、29-28）
第6試合 フェザー級 5分3R
－  コール・プロヴァンス vs.  フレジソン・パイシャオン －
ノーコンテスト
※当初の試合結果は「3R終了 判定3-0（29-28、29-28、29-28）」でプロヴァンスの勝利であったが、試合後の検査でプロヴァンスからステロイドの陽性反応が検出されたため、裁定がノーコンテストに変更された。

### メインカード
第7試合 フェザー級 5分3R
○  レオナルド・ガルシア vs.  ジャミール・"ザ・サージェント"・マスー ×
3R終了 判定2-1（29-28、28-29、29-28）
第8試合 バンタム級 5分3R
○  水垣偉弥 vs.  ジェフ・カラン ×
3R終了 判定2-1（29-28、28-29、29-28）
第9試合 ライト級 5分3R
○  ダニー・カスティーリョ vs.  リカルド・ラマス ×
2R 4:15 TKO（レフェリーストップ：右フック→パウンド）
第10試合 バンタム級 5分3R
○  ドミニク・クルーズ vs.  ジョセフ・ベナビデス ×
3R終了 判定3-0（30-27、29-28、29-28）
第11試合 WEC世界バンタム級タイトルマッチ 5分5R
○  ブライアン・ボウルズ vs.  ミゲール・トーレス ×
1R 3:57 KO（右フック→パウンド）
※ボウルズが王座獲得に成功。

### 各賞
ファイト・オブ・ザ・ナイト：ドミニク・クルーズ vs. ジョセフ・ベナビデス
ノックアウト・オブ・ザ・ナイト：ブライアン・ボウルズ
サブミッション・オブ・ザ・ナイト：ハニ・ヤヒーラ
各選手にはボーナスとして10,000ドルが支給された。